# Francesco Fontana (astronom)
Francesco Fontana, född omkring 1585, död 1656, var en italiensk astronom.
Francesco Fontana studerade juridik vid universitetet i Neapel och blev sedan advokat vid domstolen vid Castel Capuano. Men utan att alltid hitta sanningen i domstolen började han studera matematik och astronomi. Han skapade träsnitt som visade månen och planeterna när han såg dem genom ett självkonstruerat teleskop. Fontana spårade 1636 den första ritningen av Mars och upptäckte dess rotation. I februari 1646 publicerade han boken Novae coelestium terrestriumq[ue] rerum observationes, et fortasse hactenus non vulgatae, där han presenterade alla observationer av månen gjorda från 1629 till 1645, ritningarna av banden sett på Jupiters skiva, de konstiga utseendena av Saturnus, liksom av stjärnorna på Vintergatan. Med ett Fontanas teleskop observerade jesuiten Giovanni Battista Zupi för första gången 1630 de horisontella banden på Jupiters atmosfär och 1639 faserna av Merkurius, ett bevis tillsammans med faserna i Venus observerade av Galileo 1610, Copernicus heliocentriska teori var korrekt.
År 1645 hävdade han att han hade observerat en Venus-satellit (Paul Stroobant visade 1887 att alla liknande observationer inte var relaterade till en förmodad Venus-satellit).
Han dog av pesten i Neapel med hela familjen i juli 1656.
Månkratern Fontana och kratern Fontana på Mars heter till hans ära.

## Mikroskop
Fontana hävdade också att han uppfann det sammansatta mikroskopet (två eller flera linser i ett rör) 1618, en uppfinning som har många fordringar inklusive Cornelis Drebbel, Zacharias Jansen eller hans far Hans Martens och Galileo Galilei.